# Marek Suchý
Marek Suchý (Praga, 29 de março de 1988) é um futebolista tcheco que atua como defensor no Mladá Boleslav.

## Carreira
Marek Suchý fez parte do elenco da Seleção Tcheca de Futebol da Euro 2008 e da Eurocopa de 2016.